# Tu ne tueras point (film, 1988)
Pour les articles homonymes, voir Tu ne tueras point.
Pour plus de détails, voir Fiche technique et Distribution.
Tu ne tueras point (Krótki film o zabijaniu) est un film de procès polonais réalisé par Krzysztof Kieślowski, sorti en 1988.

## Synopsis
Varsovie, sous un soleil d'hiver, dans les années 80. Jacek Łazar, jeune homme de 21 ans venant de la campagne, erre sans but dans la ville, désœuvré et semblant chercher les ennuis. Waldemar Rekowski, quadragénaire peu sympathique, s'apprête à commencer sa journée de chauffeur de taxi. Piotr Balicki, jeune avocat idéaliste, passe son examen final pour entrer au barreau.
Piotr ayant réussi son examen d'entrée rejoint sa jolie compagne dans un café bourgeois où Jacek, après avoir pris un café, se livre à un étrange manège. Waldemar rejoint la station de taxi devant le café. Leur rencontre va définitivement changer le cours de leur existence.
Jacek monte dans le taxi de Waldemar et lui indique une destination isolée. Arrivé sur les bords déserts d'un fleuve, il l'assassine sauvagement, tout d'abord en essayant vainement de l'étrangler avec une corde, puis en le frappant à coup de cric. Waldemar agonisant, il l'achève à coup de pierre avant de le jeter à l'eau. Jacek se rend alors chez son « amie » en lui annonçant qu'à présent il possédait un véhicule pour l'emmener où elle le souhaiterait comme elle le répétait souvent.
(Ellipse)
Malgré la brillante plaidoirie de Piotr, Jacek est condamné à mort pour ce crime odieux. Piotr assistera à l'exécution par pendaison de Jacek. Piotr est intrigué par le détachement total de Jacek et qui visiblement ne semble pas capable d'éprouver de remords : il l'interpelle alors qu'on le raccompagne en prison mais ne trouve pas les mots. Ce sera suffisant pour que Jacek, lors de leur dernier entretien le jour de l'exécution, s'ouvre enfin et lui révèle sa cassure. Sa petite sœur adorée a été écrasée par un de ses meilleurs amis avec qui il avait bu tout l'après-midi. On comprend alors que cette fuite en avant n’est que l'expression de sa culpabilité. C’est sous la contrainte de plusieurs policiers que Jacek, se débattant, sera exécuté dans une violence qui nous ramène forcément à celle de son meurtre.
La question de la peine de mort est alors soulevée ce qui donne un éclairage inattendu à ce film beaucoup plus profond et fort qu'il ne le laissait présager.

## Fiche technique
- Titre : Tu ne tueras point
- Titre original : Krótki film o zabijaniu
- Réalisation : Krzysztof Kieślowski
- Scénario : Krzysztof Kieślowski et Krzysztof Piesiewicz
- Musique : Zbigniew Preisner
- Photographie : Sławomir Idziak
- Direction artistique : Halina Dobrowolska (pl)
- Montage : Ewa Smal (pl)
- Décors : Halina Dobrowolska (pl) et Magdalena Dipont
- Costumes : Hanna Cwiklo et Malgorzata Obloza
- Production : Ryszard Chutkowski
- Société de production : Studio Filmowe Tor (pl)
- Société de distribution : Cannon France (France)
- Format : Couleurs - Mono
- Pays de production :  Pologne
- Langue : polonais
- Genre : Drame
- Durée : 84 minutes
- Dates de sortie : 
  - Pologne : 11 mars 1988
  - France : mai 1988 (Festival de Cannes) ; 26 octobre 1988 (nationale)

## Distribution
- Mirosław Baka : Jacek Lazar
- Krzysztof Globisz : Piotr Balicki, avocat
- Jan Tesarz (pl) : Waldemar Rekowski, chauffeur de taxi
- Zbigniew Zapasiewicz : président de la Commission
- Barbara Dziekan (pl) : ouvreuse
- Aleksander Bednarz (pl) : Kat
- Jerzy Zass (pl) : chef
- Zdzisław Tobiasz : arbitre
- Artur Barciś : jeune homme
- Krystyna Janda : Dorota
- Olgierd Łukaszewicz (pl) : Andrzej
- Leonard Andrzejewski (pl) : copain ivre
- Zbigniew Borek (pl) :
- Peter Falchi : automobiliste britannique
- Andrzej Gawroński (pl) :
- Henryk Guzek (pl) :
- Helena Kowalczykowa (pl) :
- Henryk Łapiński (pl) : membre du comité des avocats
- Krzysztof Luft (pl) :
- Borys Marynowski (pl) :
- Andrzej Mastalerz (pl) :
- Jolanta Mielech (pl) :
- Bogdan Niewinowski (pl) :
- Małgorzata Pieczyńska (pl) :
- Zdzisław Rychter (pl) : dessinateur
- Krzysztof Stelmaszyk (pl):
- Maciej Szary (pl) :

## Autour du film
Ce film est une adaptation cinéma d'1H24 de la cinquième partie du Décalogue (Le Décalogue).

## Récompenses
- Prix du jury et prix FIPRESCI au Festival de Cannes 1988
- Élu Film européen en 1988 aux Prix du cinéma européen